# Iran aux Jeux paralympiques d'hiver de 2018
L'Iran participe sous le nom de République islamique d'Iran aux Jeux paralympiques d'hiver de 2018 à Pyeongchang, en Corée du Sud, du 9 au 18 mars 2018. Il s'agit de la sixième participation du pays aux Jeux paralympiques d'hiver, l'Iran ayant envoyé une délégation à tous les Jeux depuis ceux de 1998 à Nagano.

## Composition de l'équipe
La délégation iranienne est composée de 5 athlètes prenant part aux compétitions dans 2 sports.

### Ski de fond
- Elaheh Gholifallah (guide : Farzaneh Rezasoltani)
- Aboulfazl Khatibi Mianaei

### Snowboard
- Puriya Khaliltash
- Sedigheh Rouzbeh
- Hossein Solghani